# كريستيان كافالو
كريستيان كافالو (بالإنجليزية: Christian Cavallo)‏ هو لاعب كرة قدم أسترالي في مركز الدفاع، ولد في 18 أغسطس 1996 في أستراليا. لعب مع نادي ملبورن سيتي.

## وصلات خارجية
- كريستيان كافالو على موقع قاعدة بيانات كرة القدم.إي يو (الإنجليزية)
- كريستيان كافالو على موقع Soccerway.com (الإنجليزية)